# Nationalstraße 319 (China)
Die Nationalstraße 319 (chinesisch 319国道, Pinyin 319 Guódào, englisch China National Highway 319), chin. Abk. G319, ist eine 2.984 km lange chinesische Fernstraße, die in Ost-West-Richtung in den Provinzen Fujian, Jiangxi, Hunan und Sichuan sowie auf dem Gebiet der regierungsmittelbaren Stadt Chongqing verläuft. Sie beginnt in der Küstenstadt Xiamen und führt von dort über Zhangzhou, Longyan, Ruijin, Ningdu, Xingguo und Taihe zur Provinzhauptstadt Changsha. Anschließend verläuft sie über Yiyang, Jishou und Wulong in die Metropole Chongqing. Von dort geht es weiter über Tongliang, Anyue, Lezhi und Jianyang in die Provinzhauptstadt Chengdu.